# Jhitakaiya (Dakshin)
South (Dakshin) Jhitakaiya (nep. दक्षिण झिटकैया) – gaun wikas samiti w środkowej części Nepalu w strefie Narajani w dystrykcie Bara. Według nepalskiego spisu powszechnego z 2001 roku liczył on 1014 gospodarstw domowych i 7235 mieszkańców (3416 kobiet i 3819 mężczyzn).